# 凱文·霍林拉克

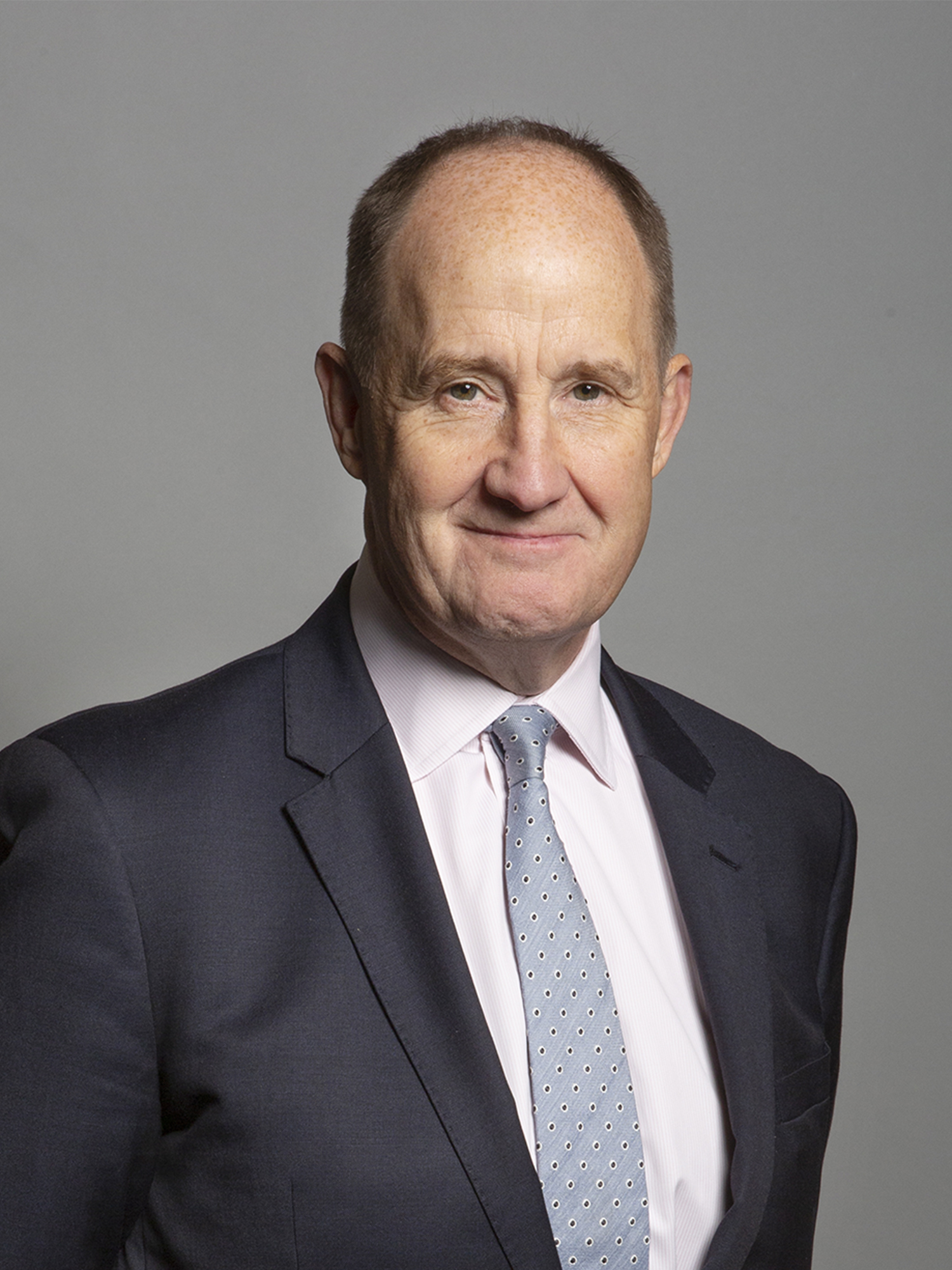

凱文·霍林拉克（1963年9月28日—）是一位英格蘭政治人物，他的黨籍是保守黨。自2015年開始，他擔任瑟斯頓和莫爾頓選區選出的英國下議院議員。在從政之前他是一位商人。